# Semiothisa fuscata
Semiothisa fuscata là một loài bướm đêm trong họ Geometridae.